# Bodio Lomnago
Bodio Lomnago – miejscowość i gmina we Włoszech, w regionie Lombardia, w prowincji Varese.
Według danych na rok 2004 gminę zamieszkiwało 2009 osób, 502,2 os./km².